# Günter Weber (Flugzeugkonstrukteur)
Günter Weber (* 29. Januar 1921 in Berlin; † 9. Dezember 1975 in Dresden) war ein deutscher Ingenieur, Flugzeugkonstrukteur und Hochschullehrer.

## Leben und Werk
Günter Fritz August Weber wuchs in Friedland / Mecklenburg als Sohn des Mechanikermeisters Karl Weber und dessen Frau Anna auf. Frühzeitig beschäftigte er sich mit dem Flugmodellbau, bei dem er mit eigenen Konstruktionen Wettbewerbe im Modellfliegen gewann, und mit dem Segelflug. Bereits während des Besuchs des Gymnasiums legte er 1937 seine C-Segelflugprüfung ab und erhielt 1938 den Flugzeugführerschein.
Nach dem Abitur im März 1939 am Friedländer Gymnasium begann er an der Technischen Hochschule Hannover ein Studium zum Flugzeugbau. Im Oktober 1940 erfolgte die Einberufung zur Luftwaffe. Als Pilot in der Luftverteidigung erlitt er 1943 eine schwere Beinverletzung und Amputation. Auf Grund der Invalidisierung konnte er 1944 bis zum Bombenangriff am 13. Februar 1945 das Studium an der Technischen Hochschule in Dresden fortsetzen.
Nach Kriegsende gründete Günter Weber 1945 gemeinsam mit seiner Frau Hanne-Lore einen selbständigen Handelsbetrieb mit Sitz in Zwickau und Friedland / Mecklenburg. Zudem war er als Spielzeuggestalter sowie Betriebsberater in der Holz- und Kunststoffindustrie tätig und lehrte an der Oberschule in Friedland / Mecklenburg Mathematik und Physik. Ab 1949 war er im Deutschen Sportausschuß Trainer von Fußballmannschaften.
Mit Einführung des Fernstudiums ab 1955 konnte er sein Studium in der Fachrichtung „Angewandte Strömungslehre“ an der Technischen Hochschule in Dresden fortsetzen. 1956 bekam er eine Anstellung als wissenschaftlicher Mitarbeiter und später als Oberingenieur am „Institut für Flugzeugkonstruktion“ der Hochschule. Dort übernahm er die Leitung des Konstruktionsbüros und war an der Konstruktion mehrerer Motor- und Segelflugzeuge beteiligt.
Als Folge der Auflösung der Luftfahrtindustrie in der DDR 1961 wurde die Fakultät für Luftfahrtwesen geschlossen und teilweise in die Fakultät Maschinenwesen überführt. Dort arbeitete Weber als Mitarbeiter des Lehrstuhls für Konstruktionselemente aus Kunststoffen, dem er vertretungsweise vorstand. Er hielt Vorlesungen zum Thema Kunststoff- und Sandwich-Konstruktionen. Nach der Emeritierung des Lehrstuhlinhabers Hermann Landmann 1963 wurde dieser Lehrstuhl aufgelöst.
Ab 1966 war Günter Weber an der Hochschule für industrielle Formgestaltung Halle – Burg Giebichenstein als wissenschaftlicher Mitarbeiter und ab 1967 als Dozent für „Technisches Gestalten“ tätig. Er lehrte unter anderem die Fächer Hochpolymere und synthetische Werkstoffe (HPS) sowie Werkstoffverhalten und Konstruktion, baute den Bereich „Naturwissenschaftliche und technische Grundlagen“ auf und leitete diesen bis zu seinem Tod 1975.
Neben seiner Hochschullehrertätigkeit arbeitete Weber an diversen Forschungs- und Entwicklungsthemen. Er konstruierte Modellflugzeuge, beispielsweise die W-143 „Fliege“ und W-149 „Sperber“, die RC-Segler We-3 „quo vadis“ und We-13 „Marabu“ sowie Segelflugzeuge, unter anderem die We-3, die WW-1 gemeinsam mit Gerhard Wagner und die IF-1 gemeinsam mit Wolfgang Gerber und Dietrich Rose.
Günter Weber konstruierte Modell- und Segelflugzeuge und veröffentlichte in diversen Zeitschriften und Jahrbüchern, außerdem hielt er 13 Patente und Patentanmeldungen. Ab 1961 war er Vorsitzender von Arbeitsgremien der Kammer der Technik (KDT) und hielt wissenschaftliche Vorträge. Er gründete 1966 an der TU Dresden – in Tradition studentischer Fliegergruppen – die Arbeitsgruppe Kunststoffe Segelflugzeuge (AKUS), um mit innovativen Ideen die Projektarbeiten für Segelflugzeuge in Kunststoffbauweise fortzuführen.

„Günter Weber gehörte zu den schillerndsten Figuren auf dem Gebiet des Leichtbaus und der Formgestaltung in der DDR. Alle, die ihn kennenlernen durften, bewunderten sein überragendes wissenschaftliches und technisches Können als konstruierender Ingenieur und Formgestalter gleichermaßen. Mit dieser Fähigkeit, Gestaltung und Konstruktion ebenso wie die Technologie vom ersten Federstrich an als Komplex zu verwirklichen, unterschied er sich deutlich von den meisten Kollegen seiner Zunft.“

Günter Weber war ab 1942 mit Hanne-Lore Weber, geborene Selbmann (1922–2020) verheiratet, mit der er einen Sohn und eine Tochter hatte.

## Veröffentlichungen (Auswahl)
- als Autor und Konstrukteur: Modellbaupläne und Baukästen W-143 „Fliege“, W-149 „Sperber“, „Sperber-2“, W-152 „Specht“, W-153 „Bussard II“, „Kauz“ sowie mit Fritz Tilger: TW-1 „Favorit“. Verlag F. Krick, ab 1972 VEB MOBA, ab 1981 VEB Anker Mechanik Schönbrunn, 1955 bis 1989.
- mit Hans-Jürgen Rüger: Ein neuer Prüfstand für Modellmotoren und Luftschrauben. In: Modellbau und Basteln, Heft 3, 1958, Seite 15–17.
- Schalentragflächen und ihr Einfluss auf die Flugleistung. In: Modellbau und Basteln, Heft 2, 1959, Seite 12–13.
- mit Wolfgang Gerber: IF1-Entwurf für einen Hochleistungssegler. In: Flügel der Heimat, Heft 10, 1958, S. 17–18.
- Beiträge zum Thema Luftfahrt in: Brockhaus ABC der Naturwissenschaften und Technik in Brockhaus ABC der Naturwissenschaften und Technik, Leipzig 1958/59.
- Arbeitsgemeinschaften bauen Leichtflugzeuge. In: Flieger-Jahrbuch 1961, transpress VEB Verlag für Verkehrswesen Berlin 1960, Seite 91–95.
- mit Gerhard Wagner: Kommt der Motorsegler doch? In: Flieger-Jahrbuch 1963, transpress VEB Verlag für Verkehrswesen Berlin, S. 127–131.